# انجمن بین‌المللی جامعه‌شناسی

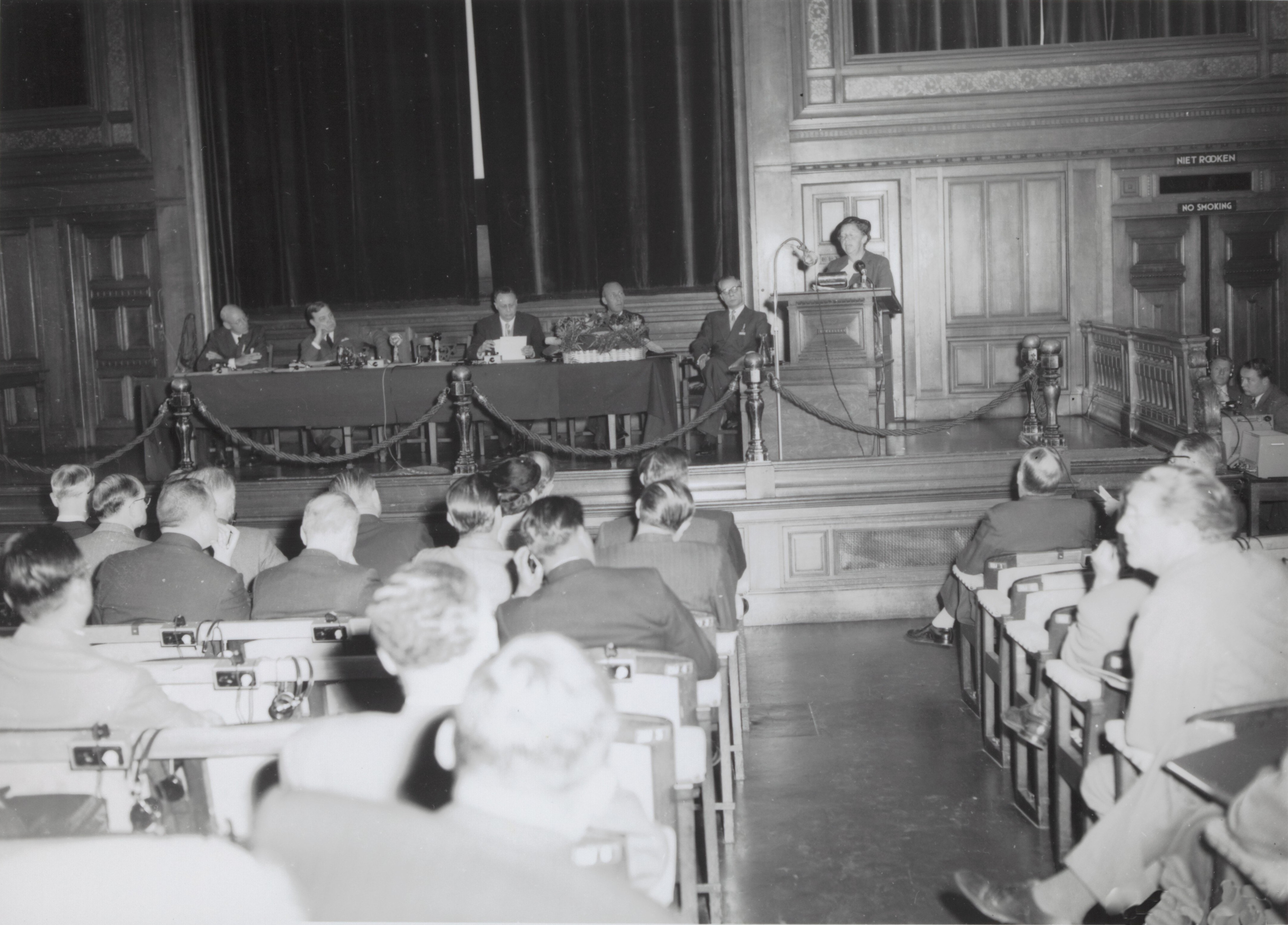
تصویری از انجمن بین‌المللی جامعه‌شناسان در سال ۱۹۴۹ میلادی

انجمن بین‌المللی جامعه‌شناسی (ISA) یک سازمان غیرانتفاعی است که با هدف اجرای فرایندهای علمی در حوزه جامعه‌شناسی و علوم اجتماعی فعالیت می‌کند. این انجمن در سال ۱۹۴۹ زیر نظر سازمان یونسکو فعالیت خود را آغاز کرد و در حال حاضر، افرادی از ۱۶۷ کشور جهان عضو آن هستند.

### فهرست روسای ISA
فراد زیر عنوان رئیس ISA را داشتند یا دارند:
1. ۱۹۴۹–۱۹۵۲ لویی ورث، ایالات متحده
2. ۱۹۵۳–۱۹۵۶ رابرت سی آنجل، ایالات متحده
3. ۱۹۵۶–۱۹۵۹ ژرژ فریدمن، فرانسه
4. ۱۹۵۹–۱۹۶۲  توماس مارشال، انگلستان
5. ۱۹۶۲–۱۹۶۶ رنه کونیگ، آلمان
6. ۱۹۶۶–۱۹۷۰  یان شچپانسکی، لهستان
7. ۱۹۷۰–۱۹۷۴ روبن هیل، ایالات متحده
8. ۱۹۷۴–۱۹۷۸ تام باتومور، بریتانیا
9. ۱۹۷۸–۱۹۸۲ اولف هیملسترند، سوئد
10. ۱۹۸۲–۱۹۸۶ فرناندو هنریک کاردوسو، برزیل
11. ۱۹۸۶–۱۹۹۰ مارگارت آرچر، انگلستان
12. ۱۹۹۰–۱۹۹۴ تی.ک. اومن، هند
13. ۱۹۹۴–۱۹۹۸ امانوئل والرشتاین، ایالات متحده
14. ۱۹۹۸–۲۰۰۲ آلبرتو مارتینلی، ایتالیا
15. ۲۰۰۲–۲۰۰۶ پیوتر شتومپکا، لهستان
16. ۲۰۰۶–۲۰۱۰ میشل ویویورکا، فرانسه
17. ۲۰۱۰–۲۰۱۴ مایکل بوراووی، ایالات متحده
18. ۲۰۱۴–۲۰۱۸ مارگارت آبراهام، ایالات متحده
19. ۲۰۱۸–۲۰۲۲ ساری حنفی، لبنان